# Сандра Войтане
Сандра Войтане (латис. Sandra Voitāne; нар. 16 вересня 1999, Латвія) — латвійська футболістка, нападниця ісландського клубу ІБВ та жіночої збірної Латвії.

## Клубна кар'єра
У липні 2019 року перебралася до клубу Першого дивізіону Кіпру «Аполлон». Відзначилася 5-ма голами в 14-ти матчах національного чемпіонату.

### «Меппен»
У серпні 2020 року приєдналася до «Меппена», завдяки чому стала першою латвійкою, яка зіграла в Бундеслізі. Дебютувала в команді 13 вересня 2020 року, вийшовши на заміну наприкінці матчу проти потсдамської «Турбіни». Загалом зіграла шість матчів за клуб протягом сезону 2020/21 років.

### «Ваккер» (Інсбрук)
У червні 2021 року приєдналася до австрійського клубу «Ваккер» (Інсбрук).

## Кар'єра в збірній
У футболці національної збірної Латвії дебютувала в лютому 2015 року, у віці 15 років. У складі національної збірної двічі вигравала Балтійський кубок.